# Théologie de la libération noire
La théologie de la libération noire se réfère à une approche théologique chrétienne développée à l'origine par les théologiens et universitaires afro-américains, et dans certaines églises noires dans les États-Unis. Elle s'est développée par la suite dans d'autres parties du monde soumises à la ségrégation raciale dans un passé récent comme l'Afrique du Sud. Elle tente d'aider les personnes  d'ascendance africaine de ces sociétés à surmonter leur sentiment d'oppression en contextualisant la théologie chrétienne par rapport aux injustices commises contre les noirs au cours de l'histoire et dans la période contemporaine.  
Cette école de pensée se rattache au mouvement plus général de la théologie de la libération avec lequel elle partage l'objectif de rendre dignité et espoir aux pauvres et aux exclus en les libérant de leurs conditions de vie intolérables. 
La théologie de la libération noire cherche en effet à libérer les personnes non-blanches de plusieurs formes de domination et d'assujettissement (politique, sociale, économique et religieuse). Selon les mots de l'un des premiers partisans de cette théologie, le pasteur James H. Cone, il s'agit d' "une étude rationnelle de l'être de Dieu dans le monde à la lumière de la situation existentielle d'une communauté opprimée, en établissant le lien entre les forces de libération et l'essence de l'Évangile, qui est Jésus-Christ". La théologie de la libération noire associe donc le christianisme et les questions de droits civils, en particulier celles soulevées par le mouvement du Black Power et par le Mouvement de la Conscience Noire. De plus, cette théologie a ouvert la voie et a contribué à la discussion, puis à la conclusion, que toute théologie est contextuelle, y compris la dogmatique.

### Personnalités de la théologie de la libération noire
- Albert Cleage
- James Hal Cone
- W. E. B. Du Bois
- Dwight N. Hopkins
- Martin Luther King, Jr
- Cornel West
- Jeremiah Wright
- James H. Evans, Jr
- Gayraud S. Wilmore